# Třetí vláda Kurta Biedenkopfa
Třetí vláda Kurta Biedenkopfa byla zemská vláda Svobodného státu Sasko v letech 1999–2002. Volby do 3. saského zemského sněmu dne 19. září 1999 umožnily CDU, vládnoucí nepřetržitě od roku 1990 pod vedením premiéra Kurta Biedenkopfa, pokračovat v její jednobarevné vládě. Mírná ztráta o 1,2 % ve srovnání s volbami v roce 1994 dala vládnoucí straně výsledek 56,9 % a 76 ze 120 křesel v zemském sněmu.
Na ustavujícím zasedání zemského sněmu dne 13. října 1999 poslanci znovu zvolili předsedou vlády dosavadního ministerského předsedu Kurta Biedenkopfa. Ten získal 75 hlasů pro, 40 proti a 4 se zdrželi hlasování. Na druhém zasedání 27. října 1999 složilo přísahu před státní parlament jedenáct ministrů státu jmenovaných hlavou vlády.
Po téměř dvanácti letech ve funkci oznámil předseda vlády Kurt Biedenkopf svou rezignaci, a to ke dni 17. dubna 2002. Důvodem byla sílící kritika jeho stylu vládnutí a také četné aféry. Rezignací předsedy vlády tak v souladu s článkem 68, odstavcem 2 Ústavy Svobodného státu Sasko zároveň skončil celý kabinet. Následujícího dne byl novým předsedou vlády zvolen saský předseda CDU a bývalý ministr financí Georg Milbradt. Třetí Biedenkopfovu vládu nahradila 2. května 2002 nová Milbradtova.

## Členové zemské vlády
| Úřad                                                         | Foto | Jméno                                  | Strana | Strana |
| ------------------------------------------------------------ | ---- | -------------------------------------- | ------ | ------ |
| Předseda vlády                                               |      | Kurt Biedenkopf (do 17. dubna 2002)    |        | CDU    |
| Místopředseda vlády                                          |      | Hans Geisler                           |        | CDU    |
| Ministr sociálních věcí, zdravotnictví, mládeže a pro rodinu |      | Hans Geisler                           |        | CDU    |
| Ministr vnitra                                               |      | Klaus Hardraht                         |        | CDU    |
| Ministr financí                                              |      | Georg Milbradt (do 31. ledna 2001)     |        | CDU    |
| Ministr financí                                              |      | Thomas de Maizière (od 31. ledna 2001) |        | CDU    |
| Ministr spravedlnosti                                        |      | Steffen Heitmann (do 12. září 2000)    |        | CDU    |
| Ministr spravedlnosti                                        |      | Manfred Kolbe (od 15. září 2000)       |        | CDU    |
| Ministr školství                                             |      | Matthias Rößler                        |        | CDU    |
| Ministr pro vědu a umění                                     |      | Hans Joachim Meyer                     |        | CDU    |
| Ministr pro hospodářství a práci                             |      | Kajo Schommer                          |        | CDU    |
| Ministr životního prostředí a zemědělství                    |      | Steffen Flath                          |        | CDU    |
| Ministr pro spolkové a evropské záležitosti                  |      | Stanisław Tilich                       |        | CDU    |
| Ministryně pro rovnost žen a mužů                            |      | Christine Weberová                     |        | CDU    |
| Ministr a vedoucí státní kanceláře                           |      | Thomas de Maizière (do 31. ledna 2001) |        | CDU    |
| Ministr a vedoucí státní kanceláře                           |      | Georg Brüggen (od 6. února 2001)       |        | CDU    |